# Postwet 2009
De Nederlandse Postwet 2009 regelde verplichtingen voor concessie Universele Postdienst en volledige liberalisering van de postmarkt. Bij de vorige Postwet 1988 moest men zes dagen een brievenbus legen: zondag t/m vrijdag. In deze nieuwe wet werd de zondag geschrapt, uitgezonderd voor medische posten en rouwposten. 
De verplichtingen voor postbezorging zijn:
- dat er verspreid over het land openbare brievenbussen staan en postservicepunten zijn;
- dat het postbedrijf de openbare brievenbussen 5 dagen per week leegt;
- dat het postbedrijf 5 dagen per week post bezorgt (voor rouwpost en medische post is dat 6 dagen);
- dat gemiddeld minimaal 95% van de brieven de volgende dag wordt bezorgd.
- dat een brief binnen 24 uur moet worden bezorgd bij de ontvanger.

De regering heeft PostNL aangewezen als een postdienst. 

## Bezorgingsproblemen
Vanaf 2019 had PostNL een van de verplichtingen niet nageleefd: steeds minder brieven werden op tijd bezorgd. Het was het gevolg van te weinig personeel en het dalende postvolume.
De verplichtingen van Universele Postdienst worden gecontroleerd door ACM.
| Jaar | op tijd bezorgd |
| ---- | --------------- |
| 2019 | 94,2%           |
| 2020 | 94,3%           |
| 2021 | 93,9%           |
| 2022 | 91,4%           |
| 2023 | 89,0%           |
| 2024 | 86,0%           |

Op 24 december 2021 heeft ACM  een boete van 2 miljoen euro opgelegd aan PostNL wegens te veel niet-tijdige bezorging. Het beroep van PostNL is afgewezen door de rechtbank van Rotterdam.